# Brassói felkelés
Az 1987-es brassói felkelés Románia kommunista időszakának egyik legnagyobb méretű és legjelentősebb munkáslázadása volt. A megszorítások miatt a város munkásai és polgárai fellázadtak, a rezsim vesztét követelték, és megrongálták a pártszékházat. Bár a felkelést leverték, fontos mérföldköve volt a romániai antikommunista küzdelemnek.

## Előzmények
1982-ben Nicolae Ceaușescu diktátor elhatározta, hogy visszafizeti Románia államadósságát; mi több, gazdag, hitelező országgá fejleszti Romániát. Ennek céljából szigorú megszorító intézkedéseket vezettek be: az élelmiszer- és energiaellátást nagymértékben korlátozták (élelmiszert csak korlátozott mennyiségben, jegyre lehetett kapni; a melegvíz-, távfűtés- és gázszolgáltatás minimális volt, az áramszolgáltatás naponta több órán át szünetelt), és a szombati teljes munkanap mellett a munkások gyakran vasárnap is kellett dolgozzanak. Az éhezés, nélkülözés, hideg, túlhajszoltság következtében az elégedetlenség egyre nőtt; többek között Temesváron (1985. február), Aradon (1986. augusztus), Kolozsváron és Tordán (1986. november), és Jászvásáron (1987. február) törtek ki kisebb lázadások.

## A felkelés lefolyása
A felkelés a Steagul Roșu teherautógyárban tört ki. November 14. estéjén a munkába álló éjszakai műszak dolgozóit tájékoztatták, hogy havi fizetésüknek csak egy részét fogják megkapni, mert „nem teljesítették a tervet”. Az emberek felháborodtak, és többen sztrájkolni kezdtek. A következő nap reggelén a délelőtti műszak munkába álló tagjai is csatlakoztak a sztrájkhoz, mintegy 4000 fősre duzzasztva a tömeget. A gyár vezetősége nem volt hajlandó tárgyalni, így a munkások több ablakot betörtek, majd néhány százan elindultak a városközpont felé, a megyei pártbizottság székházához.
Kezdetben a felkelők csak az élelmiszerhiány, nélkülözés elleni jelszavakat skandáltak, de idővel ez átcsapott politikai követelésekbe: ez volt az első felkelés, melyen elhangzott a Le Ceaușescuval és Le a kommunizmussal. A megyei kórház előtt elhaladva a Deșteaptă-te, române forradalmi dalt kezdték énekelni. A vonuló munkásokhoz számos más ember is csatlakozott (diákok, tanulók, traktorgyári dolgozók), és a tömeg hamarosan több ezer fősre dagadt.
A megyei pártbizottság székháza (jelenleg a Megyeháza épülete) elé körülbelül 8000 tiltakozó érkezett. Az épületbe benyomuló munkások kifosztották a helyet: a pártzászlókat, propagandanyomtatványokat, és Ceaușescu képét megsemmisítették, a köznép által akkoriban elérhetetlen ínyencségeket (narancs, sajt, szebeni szalámi) kidobálták az utcára, szétverték a bútorokat és a berendezést, bántalmazták a polgármestert, hivatalnokokat, rendőröket.

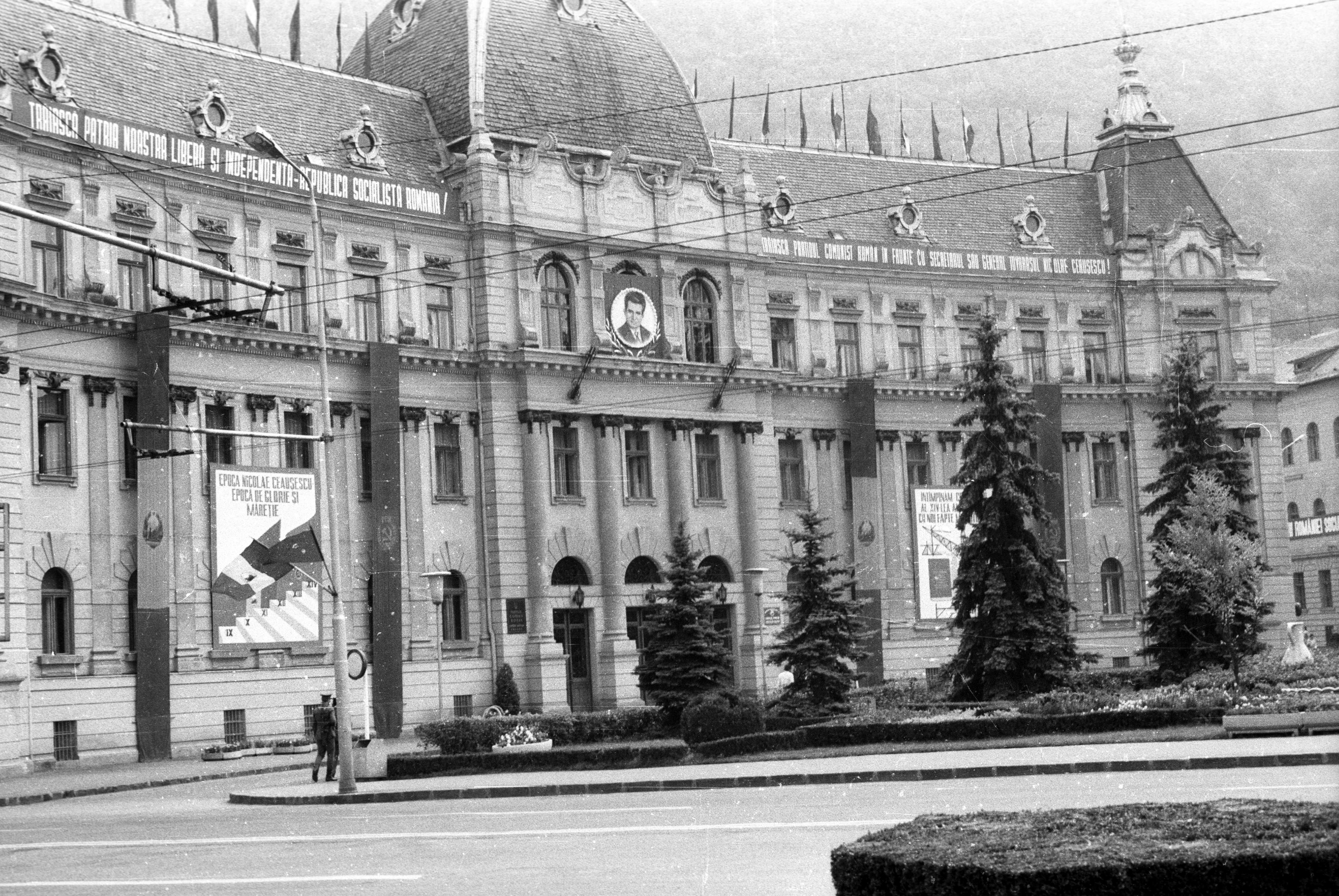
Az egykori pártszékház (ma megyeháza) 1989-ben

Dél körül megérkeztek a román hadsereg különleges alakulatai, és könnygázzal, vízágyúkkal néhány óra alatt szétoszlatták a felkelőket. Több, mint 300 embert letartóztattak és a helyi rendőrőrsre, majd Bukarestbe szállítottak, ahol a vizsgálatok során összeverték, megkínozták őket. A magyar, német etnikumú felkelők lényegesen kegyetlenebb elbánásban részesültek, mint a románok.
Bár kezdetben a hatalom a felkelők kivégzését követelte, a közvélemény nyomására végül úgy döntöttek, hogy eltussolják az eseményt: a történteket politikai és szociális töltet nélküli huliganizmusként tüntették fel. A perbe fogott 183 személy közül 61-et (ebből 53 teherautógyári dolgozó) ítéltek kényszermunkahelyen letöltendő, hat hónap és három év közötti szabadságvesztésre. Magasabb körökben is kerestek bűnbakokat: a Steagul Roșu vezetőségét menesztették és kizárták a pártból, mert azok nem előzték és akadályozták meg az eseményeket.
A következő pár hétben néhány brassói diák transzparensekkel és falfirkákkal tüntetett a rendszer ellen, és követelték a letartóztatott munkások szabadon bocsátását. A diákokat kicsapták az egyetemről, többet közülük munkatáborba küldtek.

## Jelentősége
A brassói felkelés fordulópontot jelentett Románia kommunista időszakának történelmében. A korábbi munkáslázadásokkal (például az 1977-es zsil-völgyi sztrájkkal) ellentétben a cél nem csupán az életkörülmények javítása és egy „emberarcú szocializmus” kialakítása volt, hanem egyenesen a diktátor és a rezsim vesztét követelték. Ekkor kezdődött el a szerveződés a Ceaușescu-rendszer ellen, mely végül az 1989-es forradalomban teljesedett ki.
A munkásosztály és az értelmiség egymással összefogva kezdte meg az ellenállás megszervezését. A dolgozók a hatalom tiltása ellenére szakszervezeteket alakítottak, az értelmiségiek közül pedig sokan állást foglaltak és nyíltan felvállalták rendszerellenességüket.
Ami a külföldi reakciókat illeti, Nyugat-Európában ekkor tudatosult valójában, hogy a román nép mekkora elnyomás alatt él. Több országban példa nélküli szolidaritási megmozdulások szerveződtek, és számos szervezet (például az ENSZ, az Európai Parlament, az Európa Tanács) és kormány elítélte a bukaresti rezsimet. Belgiumban megalakult a romániai falurombolást megakadályozni kívánó Opération Villages Roumains, mely kulcsszerepet játszott a nyugati közvélemény formálásában.
A felkelést elfojtó, a lázadókkal szemben embertelen bánásmódot alkalmazó bűnösöket soha nem sikerült felelősségre vonni; mi több, az 1989-es rendszerváltást követően magas beosztásokat kaptak különféle állami intézményekben. Bár a 2010-es években sikerült elindítani egy vizsgálatot, előrelépés nem történt.

## Emlékezete
- Brassóban, a Carpaților és a Bukaresti út kereszteződésénél emlékmű áll a felkelőknek.
- Több Brassó megyei városban vannak 15 Noiembrie nevű utcák; Brassóban az egykori Kút utca viseli ezt a nevet.
- Az 1990. január 2-án alakult Asociația 15 Noiembrie 1987 szervezet céljaként tűzte ki a demokratikus eszme fenntartását és a kommunizmus áldozatainak kártalanítását.[10]
- Ugyanez a szervezet minden év november 15-éhez legközelebb eső hétvégéjén futóversenyt rendez a munkások vonulásának útvonalán, a volt Steagul Roșu gyártól a megyeházáig.[10]